# Bogusław Sochnacki

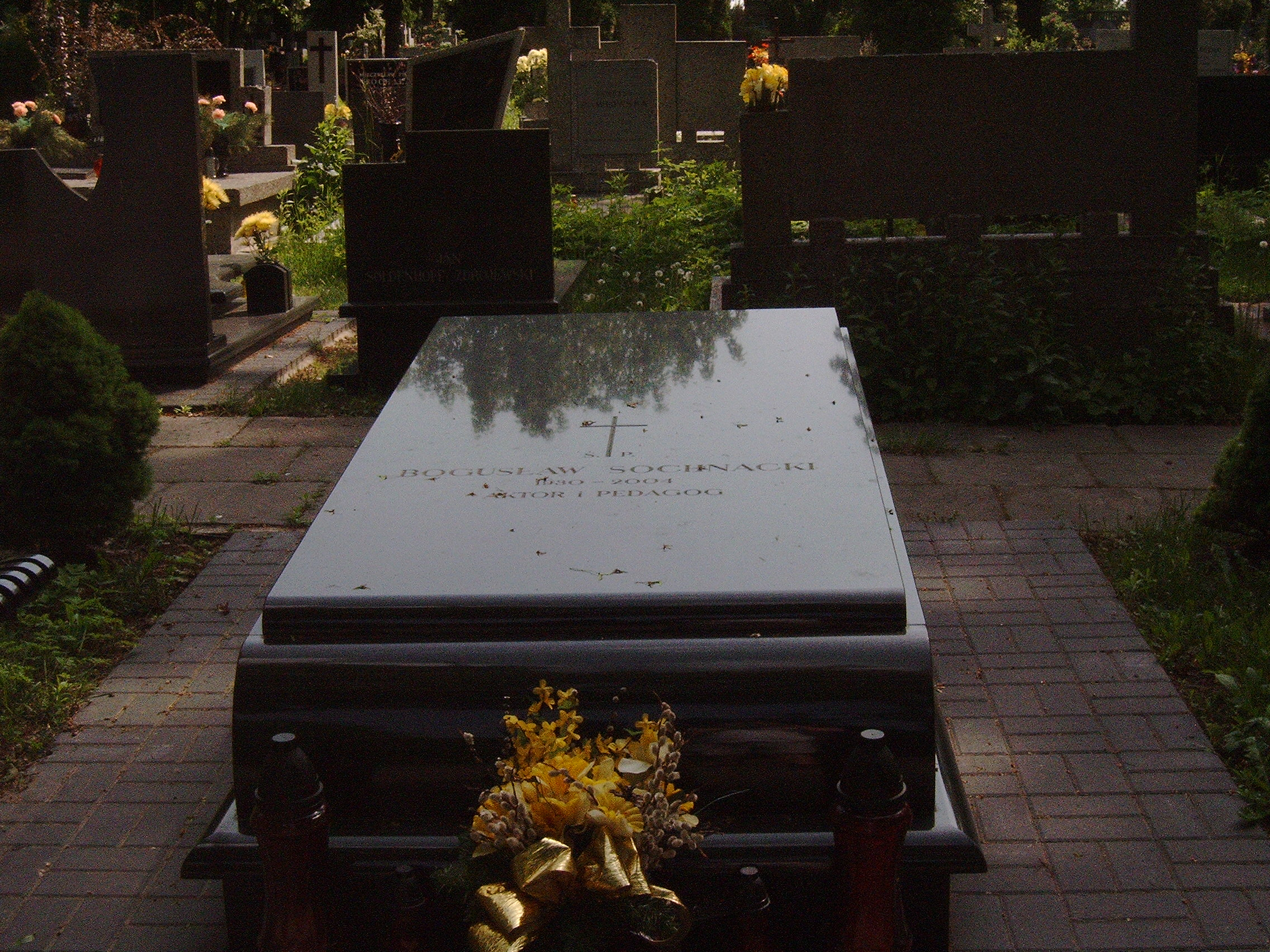
Grób Bogusława Sochnackiego na cmentarzu komunalnym na Dołach w Łodzi, 21 maja 2007

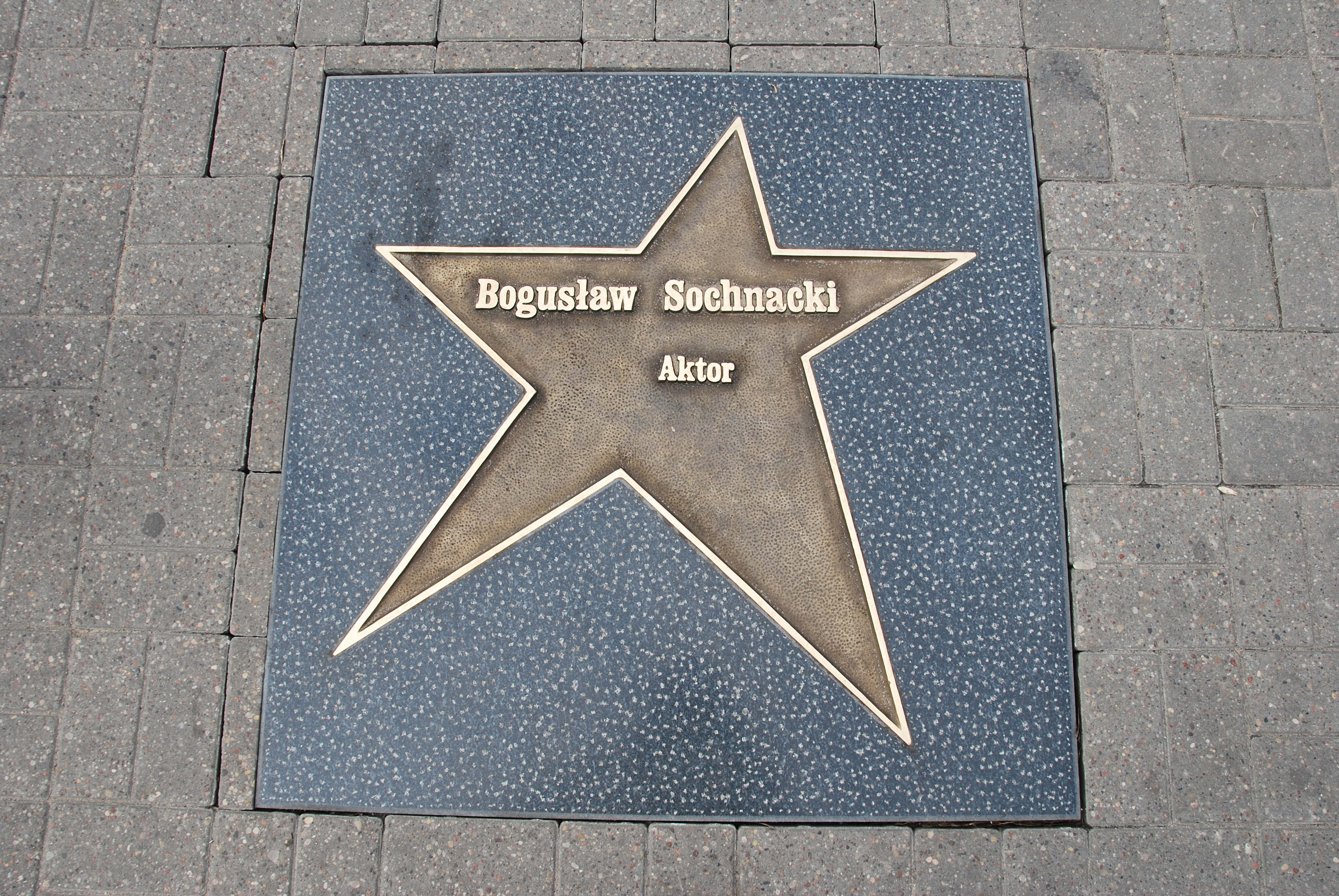
Gwiazda Bogusława Sochnackiego w łódzkiej Alei Gwiazd

Bogusław Sochnacki (ur. 14 października 1930 w Katowicach, zm. 26 lipca 2004 w Łodzi) – polski aktor teatralny, filmowy i telewizyjny oraz pedagog.

## Życiorys
Debiutował na planie filmu Dwie brygady, będąc na pierwszym roku Państwowej Wyższej Szkoły Aktorskiej w Łodzi, którą ukończył w 1953. W tym samym roku zaangażował się do Teatru Ziemi Rzeszowskiej, gdzie pracował do 1957. Jego ostatnią rolą zagraną w tym teatrze była rola poety w Weselu Stanisława Wyspiańskiego w reż. Hugona Morycińskiego w 1957.
W 1957 przeniósł się do Łodzi i zaangażował do Teatru Satyry (1957–1958) i Teatru im. Stefana Jaracza, gdzie grał do sezonu 1962–1963. W 1960 zagrał rolę Jana w Pierwszym dniu wolności Leona Kruczkowskiego.
W 1963 został aktorem Teatru Nowego w Łodzi, gdzie stworzył najznaczniejsze swoje teatralne kreacje, m.in. Nicka w Marii Stuart J. Słowackiego (1963), kapitana w Indyku Sławomira Mrożka (1964), bohatera w Kartotece Tadeusza Różewicza (1967), sędziego Durejkę w Pierścieniu Wielkiej Damy Cypriana Kamila Norwida (1968), Dantona w Sprawie Dantona Stanisławy Przybyszewskiej (1970), Delamarche'a w Ameryce Franza Kafki (1971), Rogożyna w Idiocie Fiodora Dostojewskiego, tytułową rolę w dramacie Karola Huberta Rostworowskiego Judasz z Kariothu (1972), Kubusia Fatalistę w widowisku opartym na powieści Denisa Diderota (1974), Hufnagla w Operetce Witolda Gombrowicza (1975), Judasza w Dialogus de passione w reż. Kazimierza Dejmka, Garbusa w dramacie Sławomira Mrożka pod tym samym tytułem (1975) i Natana w Sędziach Stanisława Wyspiańskiego (1978). W 1980 powrócił do Teatr im. Stefana Jaracza w Łodzi.
Bogusław Sochnacki na ekranie filmowym i telewizyjnym zagrał kilkadziesiąt ról, a w teatrze ponad 150. W ostatnim sezonie można go było oglądać w Skórze węża Tennessee Williamsa w reż. Mariusza Grzegorzka i Romeo i Julii Williama Szekspira w reż. Waldemara Zawodzińskiego w Teatrze Jaracza, a także w roli Kalmity w Chłopcach Stanisława Grochowiaka w reż. Marka Pasiecznego w Teatrze Nowym. Za tę ostatnią otrzymał nagrodę „Srebrnego Pierścienia”.
Od 1975 był także wykładowcą Wydziału Aktorskiego Państwowej Wyższej Szkoły Filmowej, Telewizyjnej i Teatralnej im. Leona Schillera w Łodzi, gdzie wykładał sceny wierszem i sceny prozą. Zwolennik wierności intencjom autora i głębokiej analizy tekstów. Był zawsze przygotowany do zajęć, które prowadził z wielkim zaangażowaniem, przez co zyskał sobie sympatię studentów, którzy nazywali go „Sochą”. Mówił o sobie, że ten pseudonim oddaje jego charakter – solidność, zaangażowanie, traktowanie zawodu nadzwyczaj serio, bez stosowania taryfy ulgowej.
Bogusław Sochnacki był narratorem polskiej wersji czechosłowackiego serialu animowanego dla dzieci Rozbójnik Rumcajs.
Spoczywa w alei zasłużonych na cmentarzu komunalnym na Dołach w Łodzi (kwatera XI, rząd 35, grób 21).
23 kwietnia 2012 odsłonięto jego gwiazdę w Alei Gwiazd na ulicy Piotrkowskiej w Łodzi.

## Filmografia
- 1950: Dwie brygady – młody aktor
- 1958: Miasteczko – elegant
- 1958: Wolne miasto – Niemiec w piwiarni Schmoldego
- 1958: Żołnierz królowej Madagaskaru – mężczyzna w piwiarni
- 1960: Walet pikowy – widz w kinie
- 1961: Komedianty – aktor
- 1961: Milczące ślady – żołnierz w sztabie majora Zimnego
- 1961: Ambulans krótkometrażowy – strażnik z psem (nie występuje w czołówce)
- 1962: Troje i las – Maniek Sawicki
- 1963: Gdzie jest generał... – ordynans generała Falkenberga
- 1963: Pasażerka – strażnik w bloku śmierci
- 1963: Przygoda noworoczna – taksówkarz Stefan
- 1963: Ranny w lesie – drwal posądzony o szpiegowanie
- 1963: Yokmok – telegrafista
- 1964: Pięciu – Rysiek
- 1964: Rękopis znaleziony w Saragossie – Senor Zoto
- 1964: Życie raz jeszcze – NSZ-owiec bijący Jakuszyna
- 1965: Dzień ostatni – dzień pierwszy
- 1965: Głos ma prokurator
- 1965: Kapitan Sowa na tropie – lekarz milicyjny (odcinek 1)
- 1965: Niedziela sprawiedliwości – mechanik Broda
- 1965: Popioły – żołnierz
- 1965: Powrót doktora von Kniprode – Jaeger, oficer gestapo
- 1965: Zawsze w niedziele – miotacz Waldek
- 1966: Don Gabriel – sierżant w Legii Straceńców
- 1967: Czas może powrócić
- 1967: Dziadek do orzechów – piekarz
- 1967: Marsjanie – książę T.
- 1967: Słońce wschodzi raz na dzień – Waliczek
- 1967: Stawka większa niż życie – Zając „Wolf” (odcinek 8)
- 1967: Westerplatte – obsługujący centralę telefoniczną (nie wymieniony w czołówce)
- 1969: Dzień oczyszczenia – Herbert, żołnierz niemiecki na strychu
- 1969: Przygody pana Michała – członek rady wojennej w Kamieńcu (odcinek 12 i 13)
- 1969: Rzeczpospolita babska – narzeczony Magdy
- 1969: Tylko umarły odpowie – sierżant Franek Kłosek
- 1970: Album polski – szabrownik
- 1970: Doktor Ewa – doktor Bryl
- 1970: Romantyczni – żandarm
- 1970: Zapalniczka – porucznik Rybak
- 1971: Podróż za jeden uśmiech – kierowca wozu meblowego (odcinek 3)
- 1971: Wiktoryna, czyli czy pan pochodzi z Beauvais – Winterhalter
- 1971: Złote koło – kelner w „Staropolance”
- 1972: Chłopi – borowy
- 1972: Podróż za jeden uśmiech – kierowca wozu meblowego
- 1973: Chłopi – borowy
- 1973: Droga – magazynier w Augustowie, następca Wróbla (odcinek 3)
- 1973: Hubal – gestapowiec
- 1973: Profesor na drodze – Antoni Pawlak
- 1973: Wielka miłość Balzaka – Gioacchino Rossini (odcinek 3)
- 1973: Zazdrość i medycyna – Izaak Gold
- 1973: Dwoje bliskich obcych ludzi – szef Maćka
- 1974: Ile jest życia – adwokat Janasa (odcinek 5)
- 1974: Koniec babiego lata – Władek, wuj Józka
- 1974: Pójdziesz ponad sadem – windziarz
- 1974: Siedem stron świata – pracownik klubu sportowego
- 1974: Ziemia obiecana – Grosgluck
- 1975: Czerwone i białe – podoficer rosyjski
- 1975: Dyrektorzy – Wachowiak (odcinek 2 i 4)
- 1975: Dzieje grzechu – Żyd, gospodarz Ewy i Niepołomskiego na prowincji
- 1975: Kazimierz Wielki – sługa krzyżacki
- 1975: Noce i dnie – Roman Katelba
- 1975: Ziemia obiecana – Grosgluck (odcinek 3 i 4)
- 1976: Czerwone ciernie – myśliwy
- 1976: Hasło – drwal
- 1976: Zaklęty dwór – szlachcic Dominik Szczeczuga
- 1976: Zielone, minione...
- 1977: Gdzie woda czysta i trawa zielona – Nizioł
- 1977: Nie zaznasz spokoju – Henryk Kaczmarek
- 1977: Noce i dnie – Roman Katelba
- 1977: Około północy – Karol Nowak
- 1977: Pokój z widokiem na morze – strażak
- 1977: Raszyn. 1809 – ranny generał
- 1977: Znak orła – Hanke von Elmer, rycerz krzyżacki (odcinek 10)
- 1978: Biały mazur – generał Ochrany
- 1978: Płomienie – Edward
- 1978: Pogrzeb świerszcza – Broniewicz
- 1978: Rodzina Leśniewskich – Kowalski, sąsiad Leśniewskich
- 1978: Ślad na ziemi – inżynier Malanik (odcinek 1)
- 1978: Ty pójdziesz górą – Eliza Orzeszkowa – fabrykant bawełniany
- 1979: Na własną prośbę – sekretarz KW
- 1979: Placówka – Fritz
- 1980: Kariera Nikodema Dyzmy – komisarz policji (odcinki 6 i 7)
- 1980: Królowa Bona – Mikołaj Radziwiłł
- 1980: Lęk przestrzeni – kierownik pracowni krawieckiej
- 1980: Rodzina Leśniewskich – Kowalski, sąsiad Leśniewskich
- 1980: Zamach stanu – minister w rządzie Witosa
- 1981: Bołdyn – major „Wanadek”
- 1981: Był jazz – dziekan
- 1981: Fantazja dur-moll
- 1981: Karabiny – ksiądz kapelan
- 1981: Limuzyna Daimler-Benz – agent kontrwywiadu
- 1981: Najdłuższa wojna nowoczesnej Europy – ksiądz Stanisław Adamski (odcinek 13)
- 1981: Wahadełko – Józef Stalin
- 1981: Znachor – szynkarz
- 1982: Blisko, coraz bliżej – wachmistrz
- 1982: Epitafium dla Barbary Radziwiłłówny – Mikołaj Radziwiłł
- 1982: Orinoko
- 1983: Co dzień bliżej nieba – kapitan MO
- 1983: Katastrofa w Gibraltarze – Józef Stalin
- 1983: Nie było słońca tej wiosny – karczmarz Zygmunt Kramarz
- 1983: Przeznaczenie – aktor Kotarbiński
- 1983: Soból i panna – leśniczy Czerwiński
- 1983: Wedle wyroków twoich... – żandarm na stacji
- 1983: Wierna rzeka – wachmistrz
- 1984: Czas dojrzewania – ojciec Romana
- 1984: Kobieta z prowincji – kierownik lokalu
- 1984: Lawina – notariusz
- 1984: Przemytnicy
- 1985: Diabeł – wieśniak Józef
- 1985: Urwisy z Doliny Młynów – Bryla (odcinki 9, 18 i 22)
- 1986: Komediantka – Piotr Grzesikiewicz, ojciec Andrzeja
- 1986: Republika nadziei – pułkownik niemiecki
- 1987: Ballada o Januszku – milicjant Marian Owocny (odcinki 3 i 4)
- 1987: Dorastanie – profesor Gołąbski (odcinek 1)
- 1987: Komediantka – Piotr Grzesikiewicz
- 1987: Ucieczka z miejsc ukochanych – Jacek Aduch
- 1988: Alchemik – proboszcz Kalsken
- 1988: Alchemik Sendivius – proboszcz Kalsken
- 1988: Kolory kochania – wójt Suchaj
- 1988: Łabędzi śpiew – oficer milicji
- 1988: Powrót do Polski – generał von Bock und Polach
- 1988: Zmowa – Wacław Koliba
- 1989: Gorzka miłość – Wydra, stróż w młynie
- 1989: Gorzka miłość – Wydra, stróż w młynie
- 1989: Janka – Zygmunt Nowak
- 1989: Wiatraki z Ranley – pułkownik Dzianisz
- 1990: Dziewczyna z Mazur – dygnitarz Krępiak
- 1990: Jan Kiliński – rezydent
- 1990: Janka – Zygmunt Nowak
- 1990: Kanalia – dozorca na ul. Zachodniej 6
- 1990: Maria Curie – inspektor
- 1990: Pogrzeb kartofla – szewc Mazurek
- 1990: W piątą stronę świata – leśniczy Durajski
- 1990: Życie za życie. Maksymilian Kolbe – nowy właściciel mieszkania Tytzów
- 1991: Jeszcze tylko ten las – Hans, żołnierz niemiecki
- 1991: Skarga – SB-ek w szpitalu
- 1992: Kawalerskie życie na obczyźnie – majster Schulz
- 1992: Kowalikowie – Feliks
- 1992: Listopad – sąsiad ojca Sary
- 1993: Moja historia – członek Stowarzyszenia Wspierania Porządku Publicznego
- 1993: Dwa księżyce – ojciec Michała
- 1995: Deborah – Rotman
- 1995: Dzieje mistrza Twardowskiego – mieszczanin u Twardowskiego
- 1995: Kamień na kamieniu – Chmiel
- 1995: Szabla od komendanta – Pan Komendant
- 1996: Dzień wielkiej ryby – ksiądz
- 1998: Syzyfowe prace – woźny
- 1998: Rozmowy przy wycinaniu lasu – Macuga
- 1999: Trzy szalone zera – stary wędkarz
- 2000: Syzyfowe prace – woźny
- 2001: Małopole czyli świat – Jan Woszek
- 2002: Na dobre i na złe – Borowik, dziadek Marka (odcinek 119)
- 2002: Oczywiście, że miłość – stary strażnik
- 2003: M jak miłość – mężczyzna podający się za Mariana Łagodę (odcinki 137-140, 144, 153, 156)
- 2003: Zróbmy sobie wnuka – Antoni

## Ordery, odznaczenia i nagrody
- Krzyż Oficerski Orderu Odrodzenia Polski (1998)[3]
- Krzyż Kawalerski Orderu Odrodzenia Polski (1985)
- Złoty Krzyż Zasługi (1973)
- Odznaka 1000-lecia Państwa Polskiego (1966)
- Odznaka „Zasłużony Działacz Kultury” (1982)
- Honorowa Odznaka województwa łódzkiego (1973)
- Odznaka „Za Zasługi dla Miasta Łodzi” (1999)
- „Srebrny Pierścień” – nagroda za rolę Rogożyna w Idiocie (1972)
- „Srebrny Pierścień” – nagroda za rolę Kalmity w Chłopcach Stanisława Grochowiaka (2004)
- Nagroda ZASP im. Janusza Warmińskiego na Festiwalu Słuchowisk Polskiego Radia w Bolimowie za rolę Kokoszkiewicza w słuchowisku Jestem zabójcą Aleksandra Fredry (1998)